# Никола Панчев
Никола Панчев е български учител и революционер, деец на Вътрешната македоно-одринска революционна организация.

## Биография
Никола Панчев е роден в град Щип, тогава в Османската империя. Става учител и се присъединява към ВМОРО. В 1895 година е учител в Тетово и член на околийския революционен комитет на ВМОРО заедно с Владимир Трайчев, Драган Ничев, Симеон Мисов и Григор Михайлов.